# پیرمرغان
پیرمرغان(نام علمی: Presbyornithidae) نام یک تیره از راسته غازسانان است.